# Gareth Rees
Gareth Lloyd Rees (Isla de Vancouver, 30 de junio de 1967) es un exjugador canadiense de rugby que se desempeñaba como apertura o fullback. Desde 2011 es miembro del Salón de la Fama de la World Rugby.

## Carrera
Debutó en la primera del Bedford Blues, club de Inglaterra, con 18 años en 1985. Jugó con ellos hasta 1993 cuando se marchó al Newport RFC, club que lo contrató profesionalmente con la apertura del profesionalismo en 1995.
Jugó una temporada con el AS Mérignac de Francia y luego regresó a Inglaterra donde jugaría para London Wasps y Harlequins FC, se retiró al finalizar la temporada 1999-00 con 33 años.

## Selección nacional
Fue convocado a los Canucks en 1986 con 19 años. Es el segundo máximo anotador de su selección con 491 puntos en 55 partidos.

### Participaciones en Copas del Mundo
Rees disputó las primeras cuatro Copas Mundiales, siendo una pieza fundamental de los Canucks que llegaron a cuartos de final en Inglaterra 1991, el mejor resultado de Canadá.
| Mundial                       | Sede          | Resultado        | PJ | Pts |
| ----------------------------- | ------------- | ---------------- | -- | --- |
| Copa Mundial de Rugby de 1987 | Nueva Zelanda | Primera fase     | 3  | 27  |
| Copa Mundial de Rugby de 1991 | Inglaterra    | Cuartos de final | 4  | 21  |
| Copa Mundial de Rugby de 1995 | Sudáfrica     | Primera fase     | 3  | 22  |
| Copa Mundial de Rugby de 1999 | Gales         | Primera fase     | 3  | 49  |

## Palmarés
- Campeón de la Anglo-Welsh Cup de 1999.